# 拉曹爾馬什

拉曹爾馬什（匈牙利語：Rácalmás，發音：[ˈraːt͡sɒlmaːʃ]）是匈牙利費耶爾州的城鎮，位於該國中部多瑙河右岸，距離首都布達佩斯約61公里，面積40.64平方公里，2011年人口4,472，其中約一半居民信奉天主教。

## 友好城市
- 德国德兰斯费尔德

## 外部連結
- Official website  （页面存档备份，存于） （匈牙利文）
- Related link colletcion  （页面存档备份，存于） （匈牙利文）
- Street map （匈牙利文）